# Dicranota reitteri
Dicranota (Paradicranota) reitteri là một loài ruồi trong họ Pediciidae. Chúng phân bố ở vùng sinh thái Palearctic.